# Contea di Boyup Brook
La contea di Boyup Brook è una delle dodici Local Government Areas che si trovano nella regione di South West, in Australia Occidentale. Essa si estende su di una superficie di circa 2.829 chilometri quadrati ed ha una popolazione di 1.480 abitanti.

## Località
- Boyup Brook
- Benjinup
- Chowerup
- Dinninup
- Kulikup
- Mayanup
- Tonebridge
- Wilga